# Beppu-Ōita Marathon
Le Marathon Beppu-Ōita est une course de marathon se déroulant tous les ans, en février, entre les villes de Beppu et Ōita, sur l'île de Kyūshū, au Japon. Créée en 1952, l'épreuve fait partie du circuit international des IAAF Road Race Label Events, dans la catégorie des « Labels d'argent ».

## Palmarès
Code couleur:
- Record de la course
- 35 km de distance

| Année | Hommes                   | Pays           | Temps              |
| ----- | ------------------------ | -------------- | ------------------ |
| 2015  | Tewelde Estifanos        | Érythrée       | 2 h 10 min 18 s    |
| 2014  | Abraham Kiplimo          | Ouganda        | 2 h 9 min 23 s     |
| 2013  | Yuki Kawauchi            | Japon          | 2 h 8 min 15 s     |
| 2012  | Harun Njoroge            | Kenya          | 2 h 9 min 38 s     |
| 2011  | Ahmed Baday              | Maroc          | 2 h 10 min 14 s    |
| 2010  | Jonathan Kosgei Kipkorir | Kenya          | 2 h 10 min 50 s    |
| 2009  | Adil Ennani              | Maroc          | 2 h 10 min 15 s    |
| 2008  | Tomoya Adachi            | Japon          | 2 h 11 min 59 s    |
| 2007  | Atsushi Fujita           | Japon          | 2 h 10 min 23 s    |
| 2006  | Gert Thys                | Afrique du Sud | 2 h 9 min 45 s     |
| 2005  | Satoshi Irifune          | Japon          | 2 h 9 min 58 s     |
| 2004  | Hiroaki Takeda           | Japon          | 2 h 12 min 2 s     |
| 2003  | Samson Ramadhani         | Tanzanie       | 2 h 9 min 24 s     |
| 2002  | Sammy Korir              | Kenya          | 2 h 11 min 45 s    |
| 2001  | Takayuki Nishida         | Japon          | 2 h 8 min 45 s     |
| 2000  | Kazutaka Enoki           | Japon          | 2 h 10 min 44 s    |
| 1999  | Éder Moreno Fialho       | Brésil         | 2 h 9 min 54 s     |
| 1998  | Akira Shimizu            | Japon          | 2 h 9 min 11 s     |
| 1997  | Rolando Vera             | Équateur       | 2 h 12 min 0 s     |
| 1996  | Gert Thys                | Afrique du Sud | 2 h 8 min 30 s     |
| 1995  | Patrick Carroll          | Australie      | 2 h 9 min 39 s     |
| 1994  | Hajime Nakatomi          | Japon          | 2 h 11 min 28 s    |
| 1993  | Maurilio Castillo        | Mexique        | 2 h 13 min 4 s     |
| 1992  | Dionicio Cerón           | Mexique        | 2 h 8 min 36 s     |
| 1991  | Koichi Morishita         | Japon          | 2 h 8 min 53 s     |
| 1990  | Bogusław Psujek          | Pologne        | 2 h 11 min 56 s    |
| 1989  | Satoru Shimizu           | Japon          | 2 h 12 min 26 s    |
| 1988  | Bruno Lafranchi          | Suisse         | 2 h 11 min 58 s    |
| 1987  | Yoshihiro Nishimura      | Japon          | 2 h 12 min 3 s     |
| 1986  | Taisuke Kodama           | Japon          | 2 h 10 min 34 s    |
| 1985  | Hiromi Taniguchi         | Japon          | 2 h 13 min 16 s    |
| 1984  | Cor Vriend               | Pays-Bas       | 2 h 12 min 5 s     |
| 1983  | Yoshihiro Nishimura      | Japon          | 2 h 13 min 55 s    |
| 1982  | Bob Hodge                | États-Unis     | 2 h 15 min 43 s    |
| 1981  | Shigeru Sō               | Japon          | 2 h 11 min 30 s    |
| 1980  | Yutaka Taketomi          | Japon          | 2 h 13 min 29 s    |
| 1979  | Hideki Kita              | Japon          | 2 h 13 min 30 s    |
| 1978  | Shigeru Sō               | Japon          | 2 h 9 min 6 s      |
| 1977  | Yasunori Hamada          | Japon          | 2 h 13 min 57 s    |
| 1976  | Yukio Shigetake          | Japon          | 2 h 14 min 23 s    |
| 1975  | Ken’ichi Ozawa           | Japon          | 2 h 13 min 11 s    |
| 1974  | Yasunori Hamada          | Japon          | 2 h 13 min 5 s     |
| 1973  | Kenji Kimihara           | Japon          | 2 h 14 min 56 s    |
| 1972  | Yoshirō Mifune           | Japon          | 2 h 19 min 11 s    |
| 1971  | Kenji Kimihara           | Japon          | 2 h 16 min 52 s    |
| 1970  | Kenji Kimihara           | Japon          | 2 h 17 min 12 s    |
| 1969  | Tadaaki Ueoka            | Japon          | 2 h 14 min 4 s     |
| 1968  | Seiichirō Sasaki         | Japon          | 2 h 13 min 24 s    |
| 1967  | Kenji Kimihara           | Japon          | 2 h 13 min 34 s    |
| 1966  | Tōru Terasawa            | Japon          | 2 h 14 min 35 s    |
| 1965  | Tōru Terasawa            | Japon          | 2 h 14 min 38 s    |
| 1964  | Tōru Terasawa            | Japon          | 2 h 17 min 49 s    |
| 1963  | Tōru Terasawa            | Japon          | 2 h 15 min 16 s RM |
| 1962  | Hideaki Shishido         | Japon          | 2 h 23 min 54 s    |
| 1961  | Hiroshi Uwa              | Japon          | 2 h 23 min 45 s    |
| 1960  | Kazumi Watanabe          | Japon          | 2 h 23 min 30 s    |
| 1959  | Yoshitaka Tsukiji        | Japon          | 2 h 23 min 40 s    |
| 1958  | Kurao Hiroshima          | Japon          | 2 h 25 min 16 s    |
| 1957  | Nobuyoshi Sadanaga       | Japon          | 2 h 26 min 40 s    |
| 1956  | Kurao Hiroshima          | Japon          | 2 h 26 min 24 s    |
| 1955  | Katsuo Nishida           | Japon          | 2 h 29 min 19 s    |
| 1954  | Yoshitaka Uchikawa       | Japon          | 2 h 34 min 48 s    |
| 1953  | Keizō Yamada             | Japon          | 2 h 29 min 5 s     |
| 1952  | Hideo Hamamura           | Japon          | 2 h 1 min 50 s     |